# NGC 2917
NGC 2917 ist eine Linsenförmige Galaxie vom Hubble-Typ S0/a im Sternbild Hydra südlich der Ekliptik. Sie ist schätzungsweise 157 Millionen Lichtjahre von der Milchstraße entfernt und hat einen Durchmesser von etwa 60.000 Lichtjahren.
Das Objekt wurde am 6. Februar 1864 von Albert Marth entdeckt.